# Shepherd's Bush (stanice metra v Londýně)
Shepherd's Bush je stanice londýnského metra, otevřená v roce 1900. Nachází se na lince:
- Central Line mezi stanicemi White City a Holland Park.

Roku 2014 v této stanici nastoupilo a vystoupilo cca 22,87 cestujících stejně jako v roce 2013.